# 논산 관촉동 석조비로자나불입상
논산 관촉동 석조비로자나석불입상(論山 灌燭洞 石造毘盧舍那佛立像)은 대한민국 충청남도 논산시에 관촉동에 있는, 석조 비로자나불 입상이다. 1979년 12월 19일 충청남도의 유형문화재 제88호로 지정되었다.

## 특징
논산 관촉사 입구에 있는 민가 안에 위치한 석불입상이다. 본래 고려시대 관촉사 부근에 있던 '대원정사'라는 절에 있던 것을 이곳에 옮겨 세운 것으로 전해진다. 석불은 높이 340cm의 화강석으로 만든 비로자나불이다.
불상은 직사각형의 대좌 위에 서 있다. 몸에 비해 머리가 매우 크가, 머리 윗부분은 관을 쓴 듯 높이 솟아 있고, 그 위에 다시 크고 높은 상투모양의 머리묶음인 육계가 있다. 머리에 높은 관을 쓴 것은 논산 관촉사 석조미륵보살입상(보물 제218호)과 비슷한 것으로 고려시대 불상의 특징이다. 네모난 얼굴은 비대한 느낌도 들지만 선명한 눈썹, 작은 코와 입, 턱에 있는 U자형의 선이 특이한 인상을 준다. 양 어깨에 걸친 옷은 평행 옷주름과 다리에 U자형 무늬의 구불구불한 선이 있다. 두 손은 가슴에 모아 오른손 검지를 왼손이 말아 쥔 지권인의 모습이다.

## 같이 보기
- 논산 관촉사 석조미륵보살입상 - 대한민국 보물 제218호-> 대한민국 국보 제323호

## 참고 자료
- 은진관촉리비로자나석불입상 - 국가유산청 국가유산포털